# بزمجه درختی خالدار طلایی
 بزمجه درختی خالدار طلایی(نام علمی: Varanus boehmei) نام یک گونه از سرده بزمجه است.